# Jean Hugues Chancel
Jean Hugues Théophile Chancel (* 12. Januar 1766 in Loriol-sur-Drôme; † 9. November 1834 in Blotzheim) war Oberst der französischen Armee und Kommandant der Festung Hüningen.

## Leben

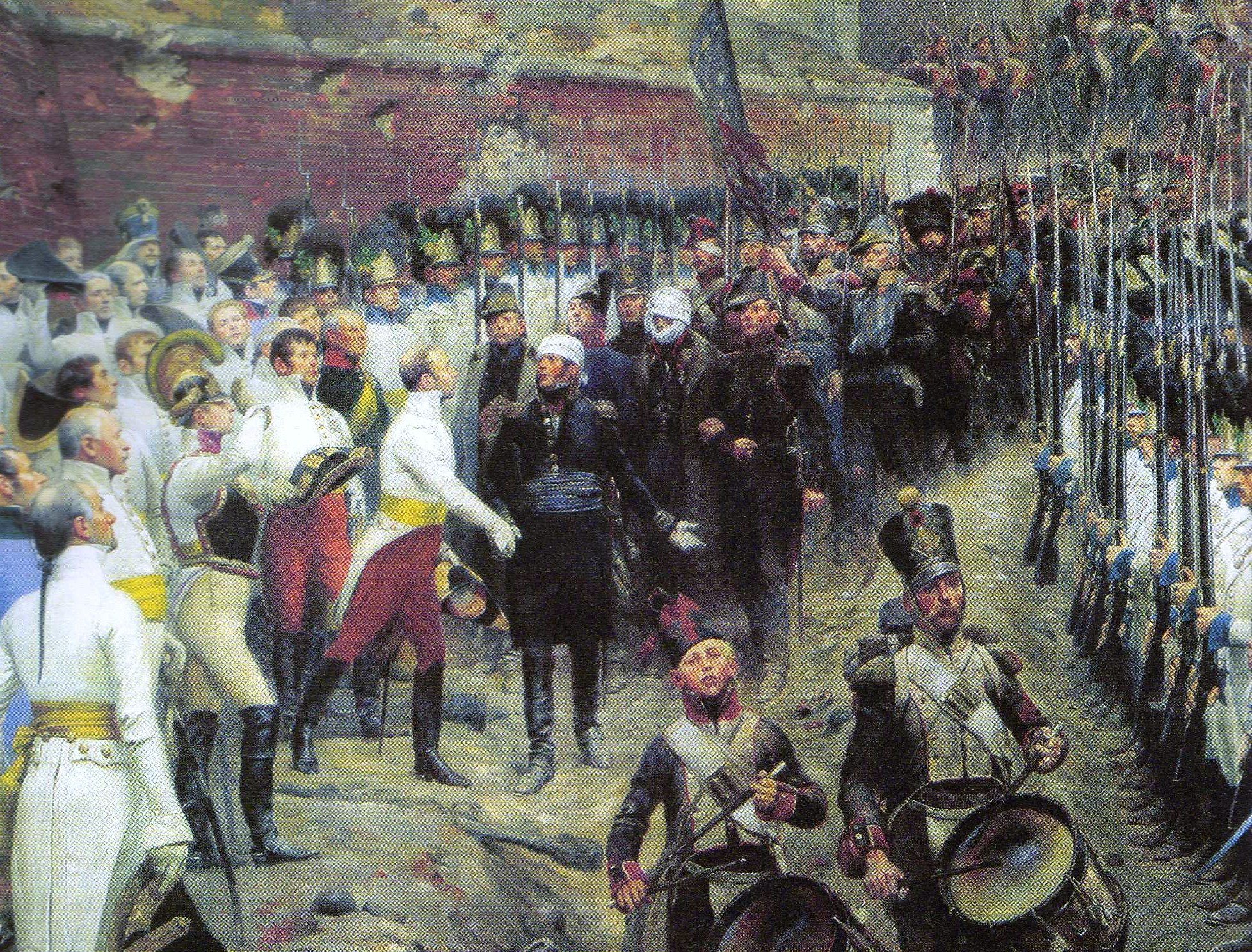
Abzug der französischen Garnison aus der Festung Hüningen 1815

Chancel war ein französischer Soldat der 1784 in die Armee des Königreichs Frankreich eintrat. 1787 wurde er entlassen und 1791 trat er als Sous-lieutenant wieder in die Revolutionsarmee ein. Dort avancierte er rasch zum Capitaine  (1792) und 1794 zum Chef de bataillon. Er nahm am Italienfeldzug teil. In der Schlacht bei Meßkirch (1800) verlor er den rechten Arm. Am 22. Juli 1801 wurde er zum Platzkommandanten der Festung Hüningen ernannt. Diesen Posten nahm er auch während der beiden Belagerungen der Festung 1814 und 1815 ein. Nach dem Untergang Napoleons diente er – wie viele napoleonische Offiziere – wieder dem Königreich. Nachdem die Festung Hüningen am 26. August kapituliert hatte, trat er am 9. September 1815 in den Ruhestand.
1815–1817 war er Bürgermeister in Belfort. 1820 ließ er sich in Blotzheim nieder, wo er 1828–1831 Bürgermeister war.

## Ehrungen
Am 25. März 1804 wurde ihm – unter Napoleon – der Ritter-Orden der Ehrenlegion verliehen. König Ludwig XVIII. verlieh ihm dann am 1. November 1814 den Ordre royal et militaire de Saint-Louis und am 9. August 1820 wurde er ehrenhalber zum Maréchal de camp befördert.